# Oskar Lindemann
Oskar Lindemann (* 15. September 1880 in Nordhausen; † 27. August 1914 gefallen bei Sedan) war ein deutscher Architekt.

## Leben
Der Protestant Oskar Lindemann war der Sohn des Bauunternehmers August Lindemann und dessen Ehefrau Wilhelmine Lindemann geborenen Binkenstein, die zuletzt in Görsbach lebten. Oskar besuchte nach einer Lehre eine Baugewerkschule, die er vor 1900 als Bautechniker verließ. Um 1900 kam er als Mitarbeiter von Ludwig Bopp nach Bergisch Gladbach, wo er zunächst bei der Fertigstellung von Haus und Park Lerbach beschäftigt war, später am Bau des Bergisch Gladbacher Rathauses 1906.
Seit 1905 entwarf und baute er auch selbständig vor allem Wohnhäuser. Überörtlichen Einfluss gewann er ab 1912 als offizieller Leiter der Bauberatungsstelle des Kreises Mülheim am Rhein. In dieser Funktion hatte er alle eingereichten Bauanträge einer gestalterischen Kontrolle zu unterziehen, wobei nicht selten grundsätzliche Veränderungen empfohlen bzw. angeordnet wurden.
Anna Zanders nahm auf Lindemanns beruflichen Werdegang Einfluss, in dem sie ihm die Möglichkeit eröffnete, in der Gronauer Waldsiedlung einige Häuser zu realisieren.
Der ledig gebliebene Oskar Lindemann fiel als Wehrmann der 11. Kompagnie des 3. Bataillons des Reserve-Infanterie-Regiments 65 im Gefecht bei Sedan. In Bergisch Gladbach war er zuletzt wohnhaft im Haus Gronauer Mühle 1.

## Bauten (Auswahl)

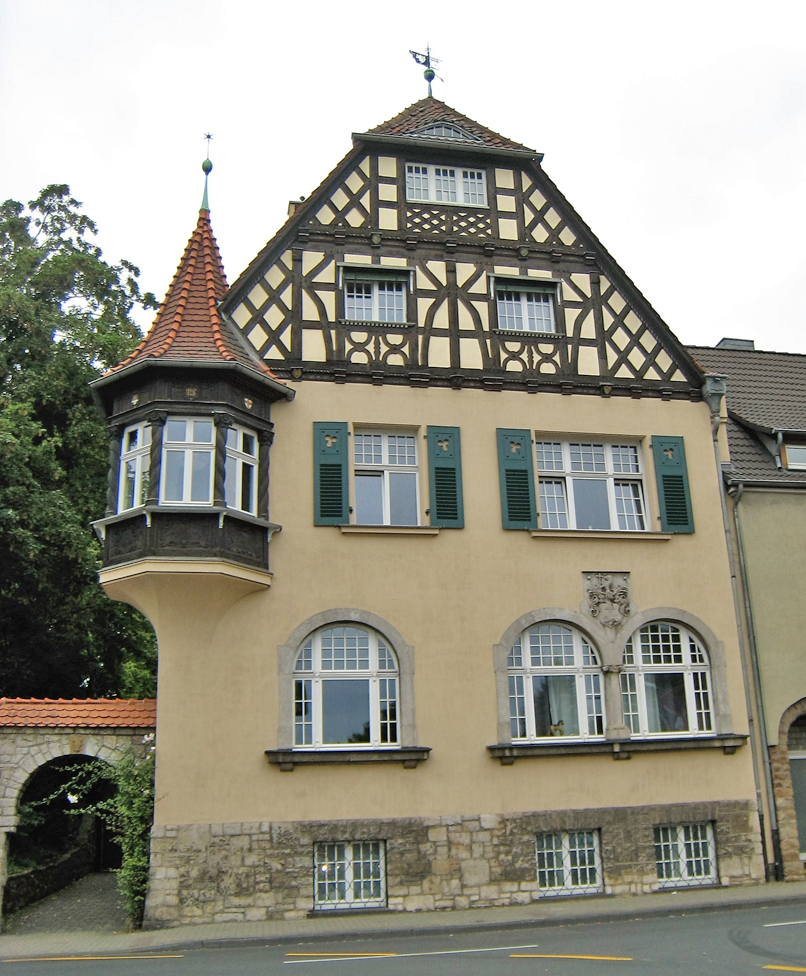
Deutsches Haus / Villa Feiber

### Als Mitarbeiter im Büro von Ludwig Bopp
- 1900–1905: Schloss und Park Lerbach
- 1905–1906: Rathaus in Bergisch Gladbach

### In selbständiger Berufsausübung
- 1907–1908: Villa Feiber bzw. „Deutsches Haus“ in Bergisch Gladbach, Hauptstr. 17
- um 1908: dreiteilige Hausgruppe in Köln-Dellbrück, Grafenmühlenweg 31–35 (verändert erhalten)
- 1913: Doppelwohnhaus Kiefernweg 9–11 in der Gartensiedlung Gronauerwald bei Bergisch Gladbach
- 1914: Doppelwohnhaus Kiefernweg 8–10 in der Gartensiedlung Gronauerwald bei Bergisch Gladbach